# Dendropsophus microps
Dendropsophus microps là một loài ếch thuộc họ Nhái bén.
Loài này có ở Brasil và có thể cả Argentina.
Môi trường sống tự nhiên của chúng là rừng ẩm vùng đất thấp nhiệt đới hoặc cận nhiệt đới, vùng núi ẩm nhiệt đới hoặc cận nhiệt đới, vùng cây bụi ẩm khu vực nhiệt đới hoặc cận nhiệt đới, đầm nước ngọt có nước theo mùa, các đồn điền, rừng thoái hóa nghiêm trọng, ao, và kênh, mương.
Chúng hiện đang bị đe dọa vì mất môi trường sống.

## Hình ảnh

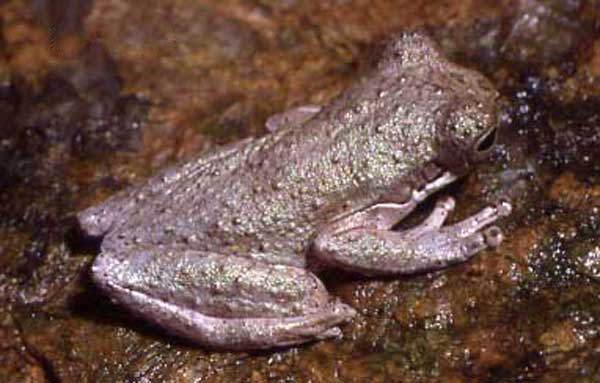
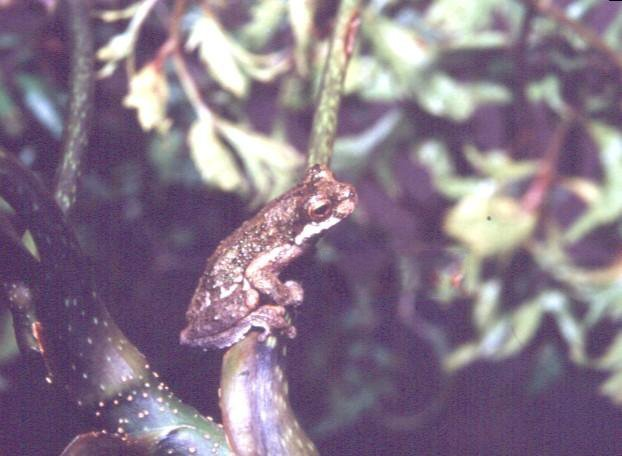
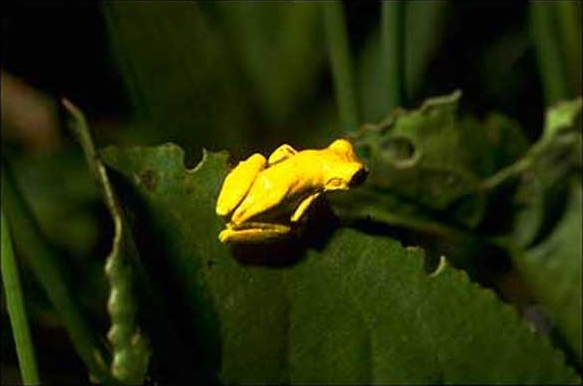
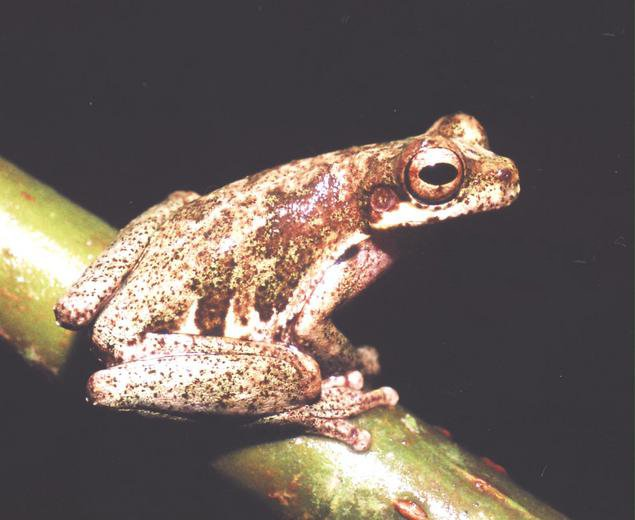